# الکس نیکول
اَلکس نیکول (انگلیسی: Alex Nicol؛ ۲۰ ژانویهٔ ۱۹۱۶ – ۲۹ ژوئیهٔ ۲۰۰۱) یک هنرپیشه و کارگردان سینما و تلویزیون اهل ایالات متحده آمریکا بود.

## گزیدهٔ فیلم‌شناسی
- کپی (۱۹۷۶)
- پنج زن بدنام (۱۹۶۰)
- مرکز هوایی استراتژیک (۱۹۵۵)
- سپیده دم در سوکورو (۱۹۵۴)
- پیه‌اش را به تنت بمال (۱۹۵۴)
- تاماهاوک (۱۹۵۱)